# USS Sculpin (SS-191)
USS Sculpin (SS-191) là một  tàu ngầm lớp Sargo được Hải quân Hoa Kỳ chế tạo ngay trước Chiến tranh Thế giới thứ hai. Nó là chiếc tàu chiến duy nhất của Hải quân Hoa Kỳ được đặt cái tên này, theo tên siêu họ Cá bống thuộc bộ Cá mù làn. Nó đã phục vụ trong Thế Chiến II, thực hiện được chín chuyến tuần tra và đánh chìm ba tàu Nhật Bản với tổng tải trọng 9.835 tấn. Trong chuyến tuần tra thứ chín, nó bị hư hại nặng bởi hỏa lực từ tàu khu trục Yamagumo, nên đã tự đánh đắm ngoài khơi đảo Truk vào ngày 19 tháng 11, 1943. Sculpin được tặng thưởng tám Ngôi sao Chiến trận cùng danh hiệu Đơn vị Tuyên dương Tổng thống Phlippines do thành tích phục vụ trong Thế Chiến II.

## Thiết kế và chế tạo
Đặc tính của lớp Sargo hầu như tương tự với  Lớp Salmon dẫn trước, duy trì một tốc độ 21 hải lý trên giờ (39 km/h) để hoạt động phối hợp với các thiết giáp hạm trong đội hình hạm đội. Ngoài ra, tầm hoạt động 11.000 hải lý (20.000 km) cho phép chúng tuần tra đến tận vùng biển nhà Nhật Bản. Hệ thống động lực "tổng hợp" bao gồm bốn động cơ diesel, gồm hai chiếc vận hành trực tiếp trục chân vịt và hai chiếc để chạy máy phát điện dùng cho nạp ắc quy hay tăng tốc trên mặt nước.
Lớp Sargo có chiều dài 310 foot 6 inch (94,64 m), với trọng lượng choán nước khi nổi là 1.450 tấn Anh (1.470 t) và khi lặn là 2.350 tấn Anh (2.390 t). Chúng là lớp tàu ngầm đầu tiên được lắp đặt một kiểu ắc-quy a-xít chì mới "Kiểu Sargo" chịu đựng được hư hại trong chiến đấu nhờ lớp vỏ kép giúp ngăn ngừa việc rò rỉ acid sulfuric, có dung lượng nhỉnh hơn với 126 cell và điện áp danh định tăng lên 270 volt. Vũ khí trang bị chính gồm tám ống phóng ngư lôi 21 in (530 mm), gồm bốn ống trước mũi và bốn ống phía đuôi, một hải pháo 3 inch/50 caliber trên boong tàu và bốn súng máy M1919 Browning .30-caliber (7,62 mm).
Sculpin được đặt lườn tại Xưởng hải quân Portsmouth ở Kittery, Maine vào ngày 7 tháng 9, 1937. Nó được hạ thủy vào ngày 27 tháng 7, 1938, được đỡ đầu bởi bà Bernice F. Defrees, phu nhân Chuẩn đô đốc Joseph R. Defrees, Sr., Tham mưu trưởng Lực lượng Tuần tiễu Hạm đội Hoa Kỳ. Nó được cho nhập biên chế cùng Hải quân Hoa Kỳ vào ngày 16 tháng 1, 1939 dưới quyền chỉ huy của Hạm trưởng, Đại úy Hải quân Warren Dudley Wilkin.

## Lịch sử hoạt động

### 1939 - 1941
Đang trong quá trình chạy thử máy vào ngày 23 tháng 5, 1939, chuyển hướng để tham gia tìm kiếm tàu ngầm chị em Squalus, vốn bị mất tích trong khi lặn thử nghiệm. Nó phát hiện một phao cứu nạn và bom khói đỏ của Squalus, và liên lạc được với những người còn sống sót qua đường điện thoại cũng như qua mã Morse gỏ lên thân tàu. Sculpin ứng trực bên cạnh trong khi tàu cứu hộ tàu ngầm Falcon giải cứu những người sống sót. Nó cũng tham gia vào quá trình trục vớt Squalus, rồi khi hoàn tất đã tiếp tục hoạt động huấn luyện dọc bờ biển Đại Tây Dương.
Được điều động sang Hạm đội Thái Bình Dương, nó rời Portsmouth vào ngày 28 tháng 1, 1940 và đi đến San Diego, California vào ngày 6 tháng 3. Con tàu tiếp tục hành trình vào ngày 1 tháng 4 để đi sang quần đảo Hawaii, đi đến Trân Châu Cảng vào ngày 9 tháng 3, nơi nó đặt căn cứ trong suốt một năm rưỡi tiếp theo. Rời Trân Châu Cảng vào ngày 23 tháng 10 trong thành phần Đội tàu ngầm 22, nó đi đến Manila vào ngày 8 tháng 11, và hoạt động tại vùng biển Philippines từ Xưởng hải quân Cavite cho đến khi Hải quân Nhật bất ngờ tấn công Trân Châu Cảng vào ngày 7 tháng 12 khiến chiến tranh bùng nổ tại Mặt trận Thái Bình Dương.

#### Chuyến tuần tra thứ nhất
Rời Cavite ngay trong đêm 8-9 tháng 12 cho chuyến tuần tra trong chiến tranh, Sculpin cùng với tàu ngầm chị em Seawolf (SS-197) hộ tống tàu vận chuyển máy bay Langley (AV-3) và tàu chở dầu Pecos (AO-65) đi đến eo biển San Bernardino, rồi tuần tra ngoài khơi vịnh Lamon trong biển Philippine về phía Bắc Luzon vào ngày 10 tháng 12, trong hoàn cảnh thời tiết xấu và tầm nhìn kém. Sau khi Seawolf được điều đi, nó chuyển sang hoạt động ngoài khơi Aparri, lên đường vào ngày 21 tháng 12. Ba ngày sau đó, lực lượng Nhật Bản đổ bộ lên vịnh Lamon không được canh phòng; và ngoài khơi Aparri, nó phát hiện một mục tiêu nhưng không thể đi đến vị trí tấn công. Sau khi tàu ngầm Tarpon (SS-175) gặp sự cố do biển động mạnh, Sculpin được điều quay trở lại khu vực vịnh Lamon, nhưng thời tiết quá xấu khiến nó không thể tấn công tàu bè đối phương.  Nó kết thúc chuyến tuần tra kéo dài 45 ngày khi đi đến Soerabaja, Java vào ngày 22 tháng 1, 1945.

### 1942

#### Chuyến tuần tra thứ hai
Trong chuyến tuần tra thứ hai từ ngày 30 tháng 1 đến ngày 28 tháng 2, Sculpin hoạt động trong biển Molucca về phía Đông Celebes (nay là Sulawesi). Vào ngày 4 tháng 2, tại khu vực Kendari, nó phóng ba quả ngư lôi tấn công một tàu khu trục Nhật Bản, và hai quả trúng đích đã gây hư hại nặng cho tàu khu trục Suzukaze, ngập nước khoang thủy thủ đoàn và khiến chín thủy thủ tử trận. Ba đêm sau đó, nó phát hiện một lực lượng đặc nhiệm Nhật Bản, bao gồm một tàu sân bay, tàu tuần dương và tàu khu trục đang hướng đến Makassar, Celebes. Nó phóng ngư lôi tấn công một tàu tuần dương, nhưng bị trượt, và bị đối phương phát hiện nên phải lặn xuống ẩn nấp. Nó phải chịu đựng suốt bốn giờ những quả mìn sâu được thả xuống từ sáu tàu khu trục đối phương, và sau khi thoát đi đã đánh điện bảo cáo mục tiêu, nhưng không được trả lời. Đến đêm 17 tháng 2, nó phát hiện một tàu buôn và một tàu khu trục, tấn công mỗi mục tiêu với hai quả ngư lôi nhưng đều bị trượt.  Nó bị phát hiện và phải lặn sâu để né tránh, nhưng những quả mìn sâu thả xuống đã làm hư hại trục chân vịt bên mạn phải. Nó kết thúc chuyến tuần tra kéo dài 28 ngày khi về đến Fremantle, Australia vào ngày 28 tháng 2.

#### Chuyến tuần tra thứ ba
Xuất phát từ Fremantle cho chuyến tuần tra thứ ba từ ngày 13 tháng 3 đến ngày 27 tháng 4, Sculpin hoạt động tại khu vực biển Banda ngoài khơi Kendari. Thông tin tình báo vô tuyến giải mã được cho biết một lực lượng đặc nhiệm tàu sân bay, Đội tàu sân bay 5, đã đến nơi vào ngày 24 tháng 3. Hai ngày sau đó, lực lượng này rời Kendari, nhưng Sculpin đã không thể phát hiện đối phương. Nó phóng ba quả ngư lôi tấn công một tàu buôn, nhưng không trúng đích vì đi quá sâu bên dưới mục tiêu. Một sự kiện tương tự diễn ra trong một đợt tấn công vào đêm 1 tháng 4, rồi trong vòng một tuần, một lượt tấn công khác với ba quả ngư lôi cũng đều bị trượt.  Giống như các tàu ngầm Hoa Kỳ khác vào đầu chiến tranh tại Thái Bình Dương, Sculpin bị ảnh hưởng do ngư lôi Mark 14 gặp nhiều lỗi như chạy loạn xạ hoặc đi quá sâu, và ngòi nổ Mark VI không kích nổ khi chạm mục tiêu. Nó quay về Fremantle vào ngày 27 tháng 4 sau 45 ngày tuần tra không có kết quả.

#### Chuyến tuần tra thứ tư
Sculpin hoạt động tại khu vực biển Đông trong chuyến tuần tra thứ tư kéo dài từ ngày 29 tháng 5 đến ngày 17 tháng 6. Vào ngày 8 tháng 6, nó tấn công một tàu chở hàng bất thành do ngư lôi bị lỗi, và đối phương phản công bằng mìn sâu giúp cho mục tiêu chạy thoát. Gần eo biển Balabac vào ngày 13 tháng 6, nó phóng ngư lôi vào một tàu chở hàng, và đối phương bắn trả bằng hải pháo và chạy thoát. Nó chuyển sang tấn công hai tàu chờ dầu đi tiếp theo, nhưng buộc phải lặn xuống khi một chiếc tìm cách húc nó. Trở lên mặt nước lúc trời tối, nó đuổi theo chiếc tàu chở hàng, nhưng mục tiêu chống trả quyết liệt bằng hải pháo, nên quay lại tấn công một tàu chở dầu, khiến mục tiêu bốc cháy và ngập nước. Tài liệu thu được của phía Nhật Bản sau chiến tranh không thể xác nhận việc này. Vào sáng sớm ngày 19 tháng 6, ngoài khơi mũi Dinh, Đông Dương thuộc Pháp, nọ phóng ngư lôi đánh trúng một tàu chở hàng; mục tiêu bốc cháy và hướng đến vùng biển nông để tự mắc cạn và tránh bị chìm.
Kết thúc chuyến tuần tra, Sculpin quay trở về Fremantle, Australia vào ngày 17 tháng 7, và cùng Hải đội Tàu ngầm 2 chuyển căn cứ hoạt động đến Brisbane, Australia vào tháng 8, trong thành phần Lực lượng Tàu ngầm dưới quyền Đại tá Hải quân Ralph Waldo Christie, trực thuộc Đệ Thất hạm đội của Phó đô đốc Arthur S. Carpender, lực lượng Hải quân Khu vực Tây Nam Thái Bình Dương, thuộ cquyền chỉ đạo chung của tướng Douglas MacArthur.

#### Chuyến tuần tra thứ năm
Trong chuyến tuần tra thứ năm từ ngày 8 tháng 9 đến ngày 26 tháng 10, Sculpin đã trinh sát các cảng Thilenius và Montagu thuộc New Ireland. Vào ngày 28 tháng 9, nó đánh trúng hai quả ngư lôi vào một tàu chở hàng, nhưng buộc phải lặn xuống khi một tàu khu trục đối phương xuất hiện, và bị đối thủ thả mìn sâu tấn công trong suốt ba giờ, gây ra những hư hại nhẹ. Ngoài khơi New Ireland lúc 11 giờ 45 phút ngày 7 tháng 10, nó phát hiện một đoàn tàu được hộ tống đang di chuyển sang hướng Đông. Nó phóng bốn quả ngư lôi tấn công lúc 13 giờ 20 phút, đánh trúng tàu vận tải Naminoue Maru (4.731 tấn) khiến mục tiêu đắm sau đó tại tọa độ 03°14′N 151°33′Đ / 3,233°N 151,55°Đ.< Chiếc tàu ngầm phải lặn xuống né tránh phản công từ các tàu hộ tống, và tiếp tục ở lại tuần tra tại khu vực. Một tuần sau đó, nó đánh chặn một đoàn tàu vận tải ba chiếc trên tuyến hàng hải giữa Rabaul và Kavieng. Đợi cho đến khi chiếc tàu khu trục hộ tống chuyển sang càn quét cánh đối diện đoàn tàu, Sculpin tiếp cận và phóng một loạt bốn quả ngư lôi, đánh chìm tàu chở hàng Sumiyoshi Maru (1.921 tấn) về phía Tây Nam Kavieng, tại tọa độ 03°51′N 151°21′Đ / 3,85°N 151,35°Đ; tám thủy thủ đã thiệt mạng cùng con tàu. Bốn ngày sau đó, 18 tháng 10, nó tấn công tàu tuần dương hạng nhẹ Yura, nhưng bị hỏa lực bắn trả đáng kể nên phải rút lui. Nó tự nhận đã đánh trúng và gây hư hại phần mũi của Yura, nhưng tài liệu thu được của phía Nhật Bản sau chiến tranh không thể xác nhận việc này.

#### Chuyến tuần tra thứ sáu
Khởi hành từ Brisbane cho chuyến tuần tra thứ sáu từ ngày 18 tháng 11, 1942 đến ngày 8 tháng 1, 1943, Sculpin băng qua khu vực New Britain để đi đến khu vực căn cứ chủ lực Truk của Nhật Bản. Sau khi né tránh một cuộc không kích vào ngày 11 tháng 12, nó truy lùng một tàu sân bay đối phương đang hiện diện trong khu vực theo thông tin tình báo vô tuyến giải mã được. Trong đêm 17-18 tháng 12, nó tiếp cận một mục tiêu ở khoảng cách 9 mi (14 km) nhưng bị đối phương phát hiện, nên chiếc tàu ngầm phải lặn xuống ẩn nấp trong khi đối phương kiên trì dò sonar và thả mìn sâu tấn công. Sang đêm sau, nó đánh trúng hai quả ngư lôi vào một tàu chở dầu nhưng không thể xác nhận kết quả. Sau khi về đến Trân Châu Cảng vào ngày 8 tháng 1, 1943, Sculpin tiếp tục đi về vùng bở Tây đến San Francisco, California, và được đại tu tại Xưởng hải quân Mare Island trong ba tháng tiếp theo.

### 1943

#### Chuyến tuần tra thứ bảy
Quay trở lại Trân Châu Cảng vào ngày 9 tháng 5, 1943, Sculpin lên đường vào ngày 24 tháng 5 cho chuyến tuần tra thứ bảy để hoạt động ngoài khơi bờ biển Tây Bắc Honshū. Khoảng nữa đêm ngày 9 tháng 6, ba ngày sau khi đi đến khu vực tuần tra ngoài khơi Sōfu Gan thuộc quần đảo Izu, nó phát hiện một lực lượng đặc nhiệm đối phương bao gồm hai tàu sân bay được các tàu tuần dương hộ tống. Chiếc tàu ngầm đi hết tốc độ, nhưng vẫn không thu ngắn được khoảng cách; nó phóng bốn quả ngư lôi tấn công từ khoảng cách quá xa đến 7.000 yd (6.400 m). Một quả ngư lôi bị kích nổ sớm làm bộc lộ vị trí chiếc tàu ngầm, khiến nó không thể phóng ngư lôi từ phía đuôi, và trong khi nó lặn xuống để né tránh, hai quả mìn sâu đã được các tàu hộ tống thả xuống phản công. Sang ngày 14 tháng 6, nó tấn công và gây hư hại cho một tàu buôn, nhưng phải lặn sâu để né tránh phản công từ các tàu hộ tống. Đến ngày 19 tháng 6, nó phá hủy hai thuyền buồm bằng hải pháo. Trong thời gian còn lại của chuyến tuần tra, nó chỉ bắt gặp những mục tiêu chạy gần bờ ở vùng nước nông. Nó kết thúc chuyến tuần tra kéo dài 41 ngày khi quay về căn cứ Midway vào ngày 4 tháng 7.

#### Chuyến tuần tra thứ tám
Trong chuyến tuần tra thứ tám từ ngày 25 tháng 7 đến ngày 17 tháng 9, Sculpin hoạt động dọc bờ biển Trung Quốc, trong biển Hoa Đông và khu vực eo biển Đài Loan. Vào ngày 9 tháng 8, nó phóng ngư lôi đánh chìm tàu chở hành khách hàng hóa Sekko Maru (3.183 tấn) ngoài khơi bờ biển Đài Loan, tại tọa độ 24°51′B 122°12′Đ / 24,85°B 122,2°Đ. Trong những ngày 16 và 17 tháng 8, chiếc tàu ngầm phải né tránh tàu tuần tra đối phương trong eo biển Đài Loan, rồi đến ngày 21 tháng 8 nó đánh chặn một tàu chở hàng bằng một loạt ba quả ngư lôi, trúng đích nhưng không kích nổ. Các tàu hộ tống phản công buộc nó phải lặn sâu ẩn nấp, và mục tiêu chạy thoát. Một tình huống ngư lôi bị lỗi tương tự xảy ra vào ngày 1 tháng 9, trúng mục tiêu mà không phát nổ, và chiếc tàu ngầm lại phản lặn xuống do phản công của đối phương. Sau khi trinh sát hình ảnh đảo Marcus, nó quay trở về Midway sau chuyến tuần tra kéo dài 54 ngày.

#### Chuyến tuần tra thứ chín - Bị mất
Sau một giai đoạn bảo trì ngắn tại Trân Châu Cảng, Sculpin rời vùng biển quần đảo Hawaii vào ngày 5 tháng 11 cho chuyến tuần tra thứ chín. Nó có nhiệm vụ đánh chặn lực lượng Nhật Bản xuất phát từ Truk đối phó với cuộc đổ bộ lên Tarawa thuộc quần đảo Gilbert sắp diễn ra. Sculpin được dự định sẽ phối hợp hoạt động với các tàu ngầm Searaven (SS-196) hoặc Apogon (SS-308) trong thành phần một bầy sói, dưới quyền chỉ huy chung của Đại tá Hải quân John P. Cromwell bên trên Sculpin. Sau khi được tiếp thêm nhiên liệu tại đảo Johnston vào ngày 7 tháng 11, Sculpin tiếp tục hành trình. Đến ngày 29 tháng 11, có chỉ thị cho Đại tá Cromwell hình thành nên bầy sói, nhưng sau khi chiến tàu ngầm không hồi đáp, thông điệp được nhắc lại 48 giờ sau đó mà vẫn không có trả lời.
Sculpin đi đến khu vực tuần tra được chỉ định 16 tháng 11, và đến đêm 18 tháng 11, nó phát hiện qua radar một đoàn tàu vận tải đối phương di chuyển với tốc độ nhanh. Chiếc tàu ngầm di chuyển để đón đầu, dự định sẽ tấn công vào sáng ngày 19 tháng 11, nhưng buộc phải lặn xuống ẩn nấp vì đối thủ hướng thẳng đến. Sau khi đoàn tàu vận tải đổi hướng, Sculpin trở lên mặt nước để tiếp tục cơ động, nhưng bị tàu khu trục Yamagumo, vốn chủ định ở lại phía sau đoàn tàu vận tải, phát hiện từ khoảng cách chỉ có 600 yd (550 m). Sculpin lặn khẩn cấp, né tránh được loạt mìn sâu thứ nhất, nhưng loạt thứ hai làm hỏng máy đo độ sâu và một số hư hại nhẹ. Nó thoát khỏi được Yamagumo trong một cơn mưa giông lúc khoảng 12 giờ 00, và dự định sẽ trồi lên độ sâu kính tiềm vọng, nhưng do máy đo độ sâu bị hỏng nên trồi hẳn lên mặt nước và lại bị đối thủ phát hiện. Loạt 18 quả mìn sâu thả xuống sau đó gây hư hại đáng kể cho Sculpin, bao gồm mất kiểm soát độ sâu, khiến con tàu chìm xuống quá giới hạn an toàn và lườn tàu gặp nhiều chỗ rò rỉ. Chiếc tàu ngầm buộc phải di chuyển tốc độ nhanh để kiểm soát độ sâu, nhưng dễ dàng bị sonar đối thủ phát hiện, và loạt mìn sâu tiếp theo đã làm hỏng sonar của chính Sculpin.
Hạm trưởng của Sculpin, Trung tá Hải quân Fred Connaway, quyết định cho tàu trồi lên mặt nước để thủy thủ đoàn có cơ hội sống sót. Ngay khi vừa nổi lên, thủy thủ vận hành khẩu pháo trên boong, nhưng họ bị áp đảo bởi hỏa lực từ chiếc tàu ngầm đối phương. Một quả đạn pháo bắn trúng tháp chỉ huy giết chết toàn bộ những người trên cầu tàu, bao gồm Trung tá Connaway, và toàn bộ khẩu đội. Sĩ quan cao cấp còn sống sót, Trung úy George E. Brown, ra lệnh cho thủy thủ bỏ tàu và đánh đắm tàu. Đại tá Cromwell được thông báo mệnh lệnh này, nhưng ông quyết định ở lại tàu vì lo sợ kế hoạch tấn công Tarawa sẽ bị tiết lộ cho đối phương nếu mình bị bắt làm tù binh; ông cùng Trung tá Connaway và mười người khác đã tử trận cùng con tàu.
Bốn mươi hai thành viên thủy thủ đoàn của Sculpin đã sống sót, được Yamagumo cứu vớt, bắt làm tù binh chiến tranh. Họ bị thẩm vấn tại căn cứ Truk trong khoảng mười ngày trước khi được áp giải về chính quốc Nhật Bản trên hai tàu sân bay hộ tống Chūyō và Unyō, khởi hành từ Truk vào ngày 30 tháng 11. Tuy nhiên trên đường đi vào ngày 4 tháng 12, Chūyō bị tàu ngầm Hoa Kỳ Sailfish (SS-192) phóng ngư lôi đánh chìm, gây tổn thất nhân mạng nặng nề cho phía Nhật Bản. Trong số 21 tù binh chiến tranh của Sculpin được vận chuyển trên Chūyō, chỉ có một người duy nhất trong số 160 người sống sót được các tàu khu trục Sazanami và Urakaze cứu vớt. Anh ta cùng 20 tù binh khác trên chiếc Unyō bị giam giữ tại Nhật Bản cho đến khi chiến tranh chấm dứt.
Sculpin được cho là đã mất vào ngày 30 tháng 12, 1943. Tên nó được cho rút khỏi danh sách Đăng bạ Hải quân vào ngày 25 tháng 3, 1944.

## Phần thưởng
Sculpin được tặng thưởng tám Ngôi sao Chiến trận cùng danh hiệu Đơn vị Tuyên dương Tổng thống Philippines do thành tích phục vụ trong Thế Chiến II. Nó được ghi công đã đánh chìm ba tàu Nhật Bản với tổng tải trọng 9.835 tấn.
|                                                       |  |  |
| Silver star · Bronze star · Bronze star · Bronze star |  |  |

| Dãi băng Hoạt động Tác chiến                                            | Dãi băng Hoạt động Tác chiến         | Huân chương Chiến dịch Hoa Kỳ        | Huân chương Chiến dịch Hoa Kỳ             |
| Huân chương Chiến dịch Châu Á-Thái Bình Dương với 8 Ngôi sao Chiến trận | Huân chương Chiến thắng Thế Chiến II | Huân chương Chiến thắng Thế Chiến II | Đơn vị Tuyên Dương Tổng thống Philippines |